# 400 років Кролевцю
«400 ро́ків Кролевцю́» — ювілейна монета номіналом 5 гривень, випущена Національним банком України, присвячена районному центру Сумщини місту Кролевець, яке засноване в 1601 році і вже в 1644 році дістало магдебурзьке право. Це один із центрів торгівлі, широко відомий своїми виробами художнього ткацтва — тканинами, рушниками.
Монету введено в обіг 6 вересня 2001 року. Вона належить до серії «Стародавні міста України».

## Опис монети та характеристики
| Номінал грн. | Метал      | Маса, г | Діаметр, мм | Якість виготовлення | Гурт     | Тираж, штук |
| ------------ | ---------- | ------- | ----------- | ------------------- | -------- | ----------- |
| 5            | нейзильбер | 16,54   | 35,0        | звичайна            | рифлений | 30 000      |

### Аверс
На аверсі монети зображено арку з колонадою (центральний вхід до міського парку відпочинку), під нею — фрагмент орнаменту, що використовується на кролевецьких рушниках, угорі — малий Державний Герб України, написи в чотири рядки: «УКРАЇНА»/ «2001»/ «5»/ «ГРИВЕНЬ» та логотип Монетного двору Національного банку України.

### Реверс

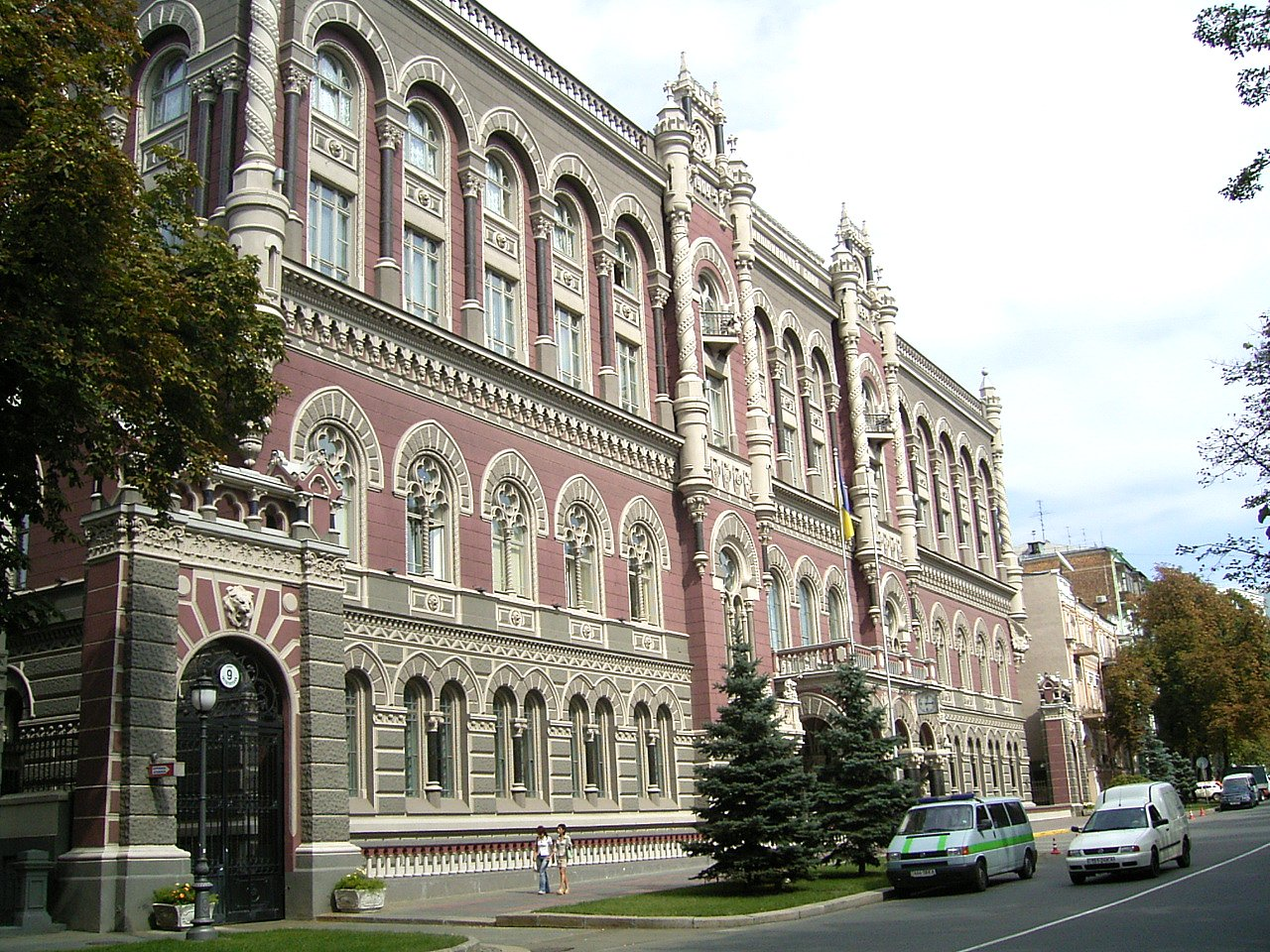
Будівля Національного банку України

На реверсі монети зображено герб міста в обрамленні характерних для Кролевця елементів геометрично-рослинного орнаменту з птахами, а також написи: угорі — «400 РОКІВ» та стилізований — «КРОЛЕВЕЦЬ» (унизу).

## Автори
- Художник — Корень Лариса.
- Скульптори: Дем'яненко Володимир, Іваненко Святослав.

## Вартість монети
Під час введення монети в обіг 2001 року, Національний банк України розповсюджував монету через свої філії за номінальною вартістю — 5 гривень.
Фактична приблизна вартість монети, з роками змінювалася так:
| Рік        | 2010 | 2011 | 2012 | 2013 | 2014 | 2015 | 2016 | 2017 | 2018 | 2019 | 2020 | 2021 | 2022 | 2023 | 2024  | 2025  |
| ---------- | ---- | ---- | ---- | ---- | ---- | ---- | ---- | ---- | ---- | ---- | ---- | ---- | ---- | ---- | ----- | ----- |
| Ціна, грн. | 110  | 130  | 150  | 250  | 350  | 450  | 540  | 600  | 660  | 550  | 550  | 540  | 580  | 790  | 1 150 | 1 050 |